# Portlandita
La portlandita es un mineral de la clase de los minerales óxidos, y dentro de esta pertenece al llamado “grupo de la brucita”. Fue descubierta en 1933 cerca de Larne, en Irlanda del Norte (Reino Unido), siendo nombrada así en alusión a la presencia del hidróxido cálcico en el "cemento Portland".

## Características químicas
Es un hidróxido de calcio. El grupo de la brucita al que pertenece son todos los hidróxidos de metal simple con valencia dos.

## Formación y yacimientos
Es un mineral raro en la naturaleza, pero es una importante fase en materiales de cemento. Su aparición es indicativa de un muy alto valor del pH.
Es un producto natural de la alteración de silicatos de calcio en rocas metamórficas; también se ha encontrado en fumarolas volcánicas en el monte Vesubio; también como un precipitado derivado de rocas ultramáficas; en depósitos de carbón ardiente; en depósitos sedimentarios metamorfizados a alta temperatura y baja presión por combustión espontánea de esquistos bituminosos.
Suele encontrarse asociado a otros minerales como: afwillita, calcita, larnita, spurrita, halita, brownmillerita, hidrocalumita, mayenita o ettringita.

## Cemento Portland
La portlandita es uno de los dos productos resultantes de la hidratación del silicato bicálcico y del silicato tricálcico del cemento Portland (el otro producto resultante de esta hidratación es la tobermorita). La portlandita es responsable de la protección de las armaduras del hormigón armado frente a la corrosión debido al pH muy básico (alrededor de pH 13) que origina su presencia en el hormigón.